# Greg Germann
Gregory "Greg" Andrew Germann (/ˈɡɜːrmən/ GUR-mən; Houston, 26 de fevereiro de 1958) é um ator e comediante americano, conhecido por interpretar Richard Fish na série de televisão Ally McBeal, que lhe rendeu um prêmio da Screen Actors Guild. 
Ele também é conhecido por seus papéis como Eric "Rico" Morrow na sitcom Ned & Stacey, como Tom Krane no especial de 10 episódios de Law & Order, como Hades na quinta temporada de Once Upon a Time e como Dr. Tom Koracick a partir da 14.ª temporada de Grey's Anatomy.

## Biografia
Germann nasceu em Houston. A família mudou-se para a Montanha Lookout nos arredores de Golden (Colorado). Sua mãe, Marlene Marian (nascida Faulkner), era dona de casa e seu pai, Edward A. Germann, dramaturgo e professor. Enquanto morava no Colorado, Germann expressou interesse em atuar. Ele estrelou peças de teatro durante seus anos de ensino fundamental e médio, antes de se mudar para Nova York em 1982.